# Ctuchik
Ctuchik es un personaje de ficción de las Crónicas de Belgarath.
Ctuchik es un grolim murgo y uno de los discípulos de Torak junto con Urvon y Zedar.
No se sabe mucho de él, salvo que tenía el control religioso en Rak Cthol, una de las ciudades más importantes y antiguas del reino de Cthol Murgos, y por tanto el único de los discípulos de Torak oficialmente afincado en los reinos del oeste.
Cuando Zedar y Misión pasaron por territorio murgo, mandó a sus grolims a tenderles una emboscada, consiguiendo así el Orbe y a su portador, Misión.
Mantuvo a Misión a su cuidado y mientras mandaba tropas enteras de grolims para detener a Belgarath, pero eran detenidas por Chamdar, hasta que llegaron Belgarath y sus compañeros a la ciudad de piedra.
Su principal plan era que, cuando llegaran a la ciudad, asesinaría a Ce´Nedra, la más débil del grupo, pero no contó con que se quedaría en Ulgoland, bajo la protección de UL. 
Belgarath se enfrentó en un duelo de hechiceros con él, momento en el que Misión se dispuso a entregar el Orbe de Aldur a Garion.
Ctuchik, al ver lo que podía pasar, intentó hacer desaparecer la piedra, pero en esta locura se olvidó de la principal regla de la hechicería que impide la desaparición de cualquier cosa existente, y eso ocasionó que se destruyera a sí mismo, suceso que también afectó la ciudad entera, dando lugar a la muerte del primer discípulo de Torak.
- Datos: Q11680945